# 威廉·蒂特
威廉·蒂特（英語：William Titt，1881年2月8日—1956年4月5日），英国男子竞技体操运动员。他曾获得1912年夏季奥运会体操比赛男子团体全能铜牌。他也参加了1908年夏季奥运会。